# Torleif Ingelög
Torleif Ingelög, född 1946 i Gävle, är en svensk biolog, författare och f.d. naturvårdsråd vid Sveriges lantbruksuniversitet (SLU) i Uppsala. 
Han blev filosofie licentiat i växtbiologi vid Uppsala universitet 1973.
Ingelög anställdes vid slutet av 1960-talet vid Skogshögskolan som sedermera blev Sveriges lantbruksuniversitet. Ingelög var en av pionjärerna som införde och utvecklade naturvårdshänsyn inom de areella näringarna och gav under 1970-, 1980- och 1990-talen ut flera handböcker i detta ämne. Han har själv skrivit eller medverkat i ett tjugotal böcker inom naturvård, ekologi och planering, exempelvis ”Det nya landskapet” (1993). Ingelögs senaste bok är den prisbelönade "Skatter i vått och torrt - biologiska samlingar i Sverige" (2013).
Tillsammans med Ingemar Ahlén och Bengt Ehnström tog han i början av 1980-talet initiativ till ”Databanken för hotade arter” som 1990 fick permanent status som en enhet gemensam för Sveriges lantbruksuniversitet och Naturvårdsverket och namnet ändrades till Artdatabanken. Torleif Ingelög var föreståndare för Artdatabanken från dess start till 2007. I den rollen var han också huvudansvarig för planeringen och äskandet av medel till Svenska artprojektet som startade 2002 och han ledde detta projekt till 2007. I projektet ingår bokprojektet Nationalnyckeln till Sveriges flora och fauna, som är ett av Nordens största bokprojekt någonsin.
Ingelög är också en av initiativtagarna till Centrum för biologisk mångfald vid Sveriges lantbruksuniversitet Tillsammans med Nils Dahlbeck startade han Floraväktarna år 1987. Han har också uppmärksammats för naturvårdsarbetet på sin egen skogs- och jordbruksfastighet Av internationella uppdrag kan nämnas styrelseuppdrag under tolv år i Planta Europa, varav sex år som president. Han var också en av initiativtagarna till denna organisation.
Ingelög är sedan 2001 ledamot av Kungliga Skogs- och Lantbruksakademien (KSLA) och ingick i akademikollegiet 2006–2011.

## Priser och utmärkelser
- KSLA:s belöning för föredömliga insatser inom forskningsinformation (1985)
- Nordiska Rådets natur- och miljöpris (1995)
- H.M. Konungens guldmedalj i åttonde storleken i serafimerordens band (1998)
- KSLA:s guldmedalj (2006)
- Hedersmedlem i Svenska Botaniska Föreningen (2009).
- Planta Europa Jean-Paul Galland Award (2011).
- Skogssällskapets Jubileumsutmärkelse (2012).
- Kungl. Vetenskapssocietetens Benzeliusbelöning  (2014)
- Sveriges lantbruksuniversitetets Rektor Mårten Carlssons pris (2014)